# Amata flavocingulata
Amata flavocingulata är en fjärilsart som beskrevs av D.Luc. 1924. Amata flavocingulata ingår i släktet Amata och familjen björnspinnare. Inga underarter finns listade i Catalogue of Life.